# María de los Ángeles Alvariño González
María de los Ángeles Alvariño González (ur. 3 października 1916 w Ferrol, zm. 29 maja 2005) – hiszpańska biolożka morska, znana m.in. z prac na temat planktonu. W 1952 dołączyła do Hiszpańskiego Instytutu Oceanograficznego, mimo że przyjmowano wtedy tylko mężczyzn. Była pierwszą kobietą w historii, która pracowała na brytyjskim statku badawczym. Jest jedyną hiszpańską naukowczynią wspomnianą w prestiżowej encyklopedii naukowców świata.

## życiorys
Była córką pianistki i lekarza. Nauczyła się czytać w wieku 3 lat. W dzieciństwie zainteresowała się medycyną, ale ojciec uważał, że nie jest to zadanie odpowiednie dla kobiety. Tak odkryła biologię.
W roku 1933 zdała licencjat z literatury i nauki na Uniwersytecie Santiago de Compostela. Następnie wyjechała do Madrytu, by kontynuować karierę naukową. Z powodu hiszpańskiej wojny domowej w 1936 musiała wrócić do domu. Nauczyła się wtedy angielskiego, francuskiego i niemieckiego. Zainteresowała się Wybrzeżem Galicyjskim. Pod koniec wojny kontynuowała studia. W 1940 wyszła za mąż za Eugenio Leira Manso, z którym miała później córkę, Marie de los Angeles Leira Alvarino. W 1952 została zatrudniona jako biolożka w Oceanicznym Centrum Vigo. Badała zooplankton, ichiplankton i ikrę sardynek w miejscach, gdzie łowiono śledzie. W 1953 Rada Brytyjska nagrodziła ją stypendium.    
Kontynuowała badania dzięki Fulbright Fellowship w Stanach Zjednoczonych. W 1966 została obywatelką USA. Rok później obroniła doktorat z biologii. W 1969 opublikowała ostatnią pracę dla Hiszpańskiego Instytutu Oceanograficznego. zawierając w niej wyniki badań z lat 1952–1956, opisujących ponad 30 gatunków ze szczegółowymi ilustracjami.
Jej badania zostały dostrzeżone przez prestiżową agencję Sothwest Fisheries Science Center, które nadało jej tytuł biologa badawczego.    
Przed śmiercią skończyła badania na temat ptaków i zwierząt morskich odkrytych podczas ekspedycji w latach 1789–1794.
Odkryła 22 nowe gatunki planktonu. Napisała ponad sto prac naukowych.  

## Wyróżnienia
Została odznaczona srebrnym medalem Galicji.

## Upamiętnienie
Z okazji 105 rocznicy jej urodzin (2021) Google poświęcił jej Doodle.